# Johannes Willem Gips
Johannes Willem Gips (Schiedam, 7 maart 1869 – Den Haag, 18 februari 1924) was een Nederlandse glazenier.

## Leven en werk
Gips was een zoon van Cornelis Gips Azn (1829-1892), schilder, fotograaf en tekenleraar aan de hbs in Schiedam, en Maria Anna Pigeaud. Net als hun vader was ook broer Bram (1861-1943) actief als kunstenaar, hij werd bovendien hoogleraar in handtekenen en de geschiedenis van schilder- en beeldhouwkunst in Delft. Gips trouwde in 1897 met Adriana Elizabeth Revers (1861-1931). Hun dochter Anna Maria Angenita (1899-1991) werd tekenares en schilderes, zij trouwde met Andreas Schotel.
Gips werd opgeleid in glasatelier 't Prinsenhof in Den Haag. Hij woonde en werkte vervolgens in Delft, tot hij zich in 1903 vestigde in Den Haag, waar hij een atelier opende. Hij maakte glas-in-loodwerken voor onder meer het Vredespaleis en het Westeinde Ziekenhuis in Den Haag en, dankzij zijn vriendschap met architect Jo Limburg, voor het Huis met de Pelikaan in Maastricht. Gips deed ook restauratiewerk voor de Grote of Sint-Janskerk in zijn geboorteplaats. In het atelier van Gips werd eigen werk uitgevoerd, maar ook ontwerpen van onder anderen Theo van Doesburg Jacoba van Heemskerck en Vilmos Huszár.
Gips was lid van de Haagse Kunstkring en secretaris van Arti et Industriae. Hij overleed op 54-jarige leeftijd. Zijn atelier werd voortgezet en in 1928 vond een fusie plaats met het atelier van E.W.F. Kerling Jr onder de naam N.V. Gips-Kerling. Het bedrijf werd in 1941 geliquideerd.

## Werken in glas en lood (selectie)
- Villa Vredenrust (1905) in Groningen
- Huize Ebbenerve (1906) in Assen
- Julianaraam (1910) in de Grote of Sint-Janskerk in Schiedam[4][5]
- Huis met de Pelikaan in Maastricht

## Afbeeldingen

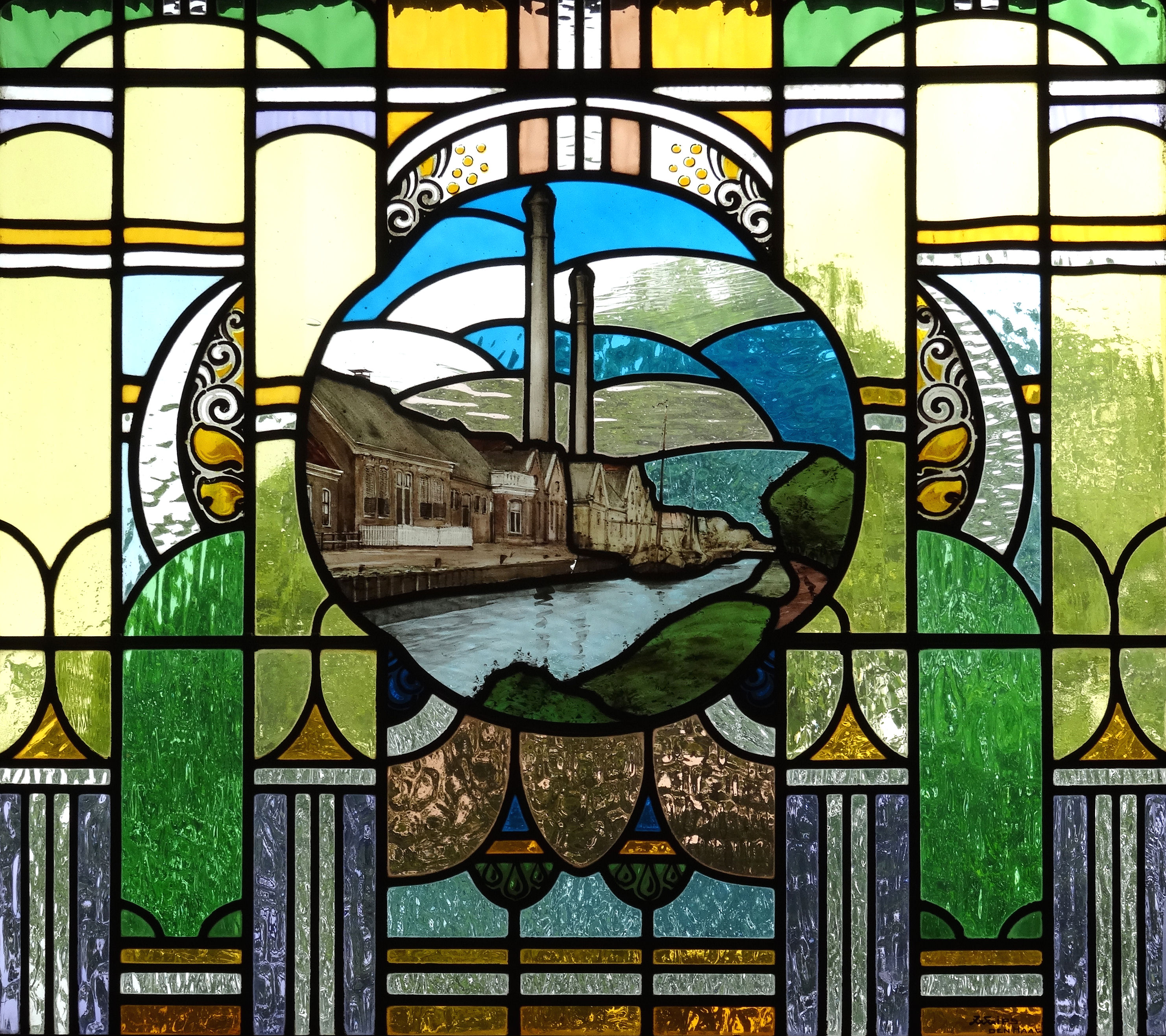
Raam in Villa Vredenrust (1905) in Groningen, met een afbeelding van de strokartonfabriek Hooites-Beukema aan de huidige Beukemastraat in Hoogezand.
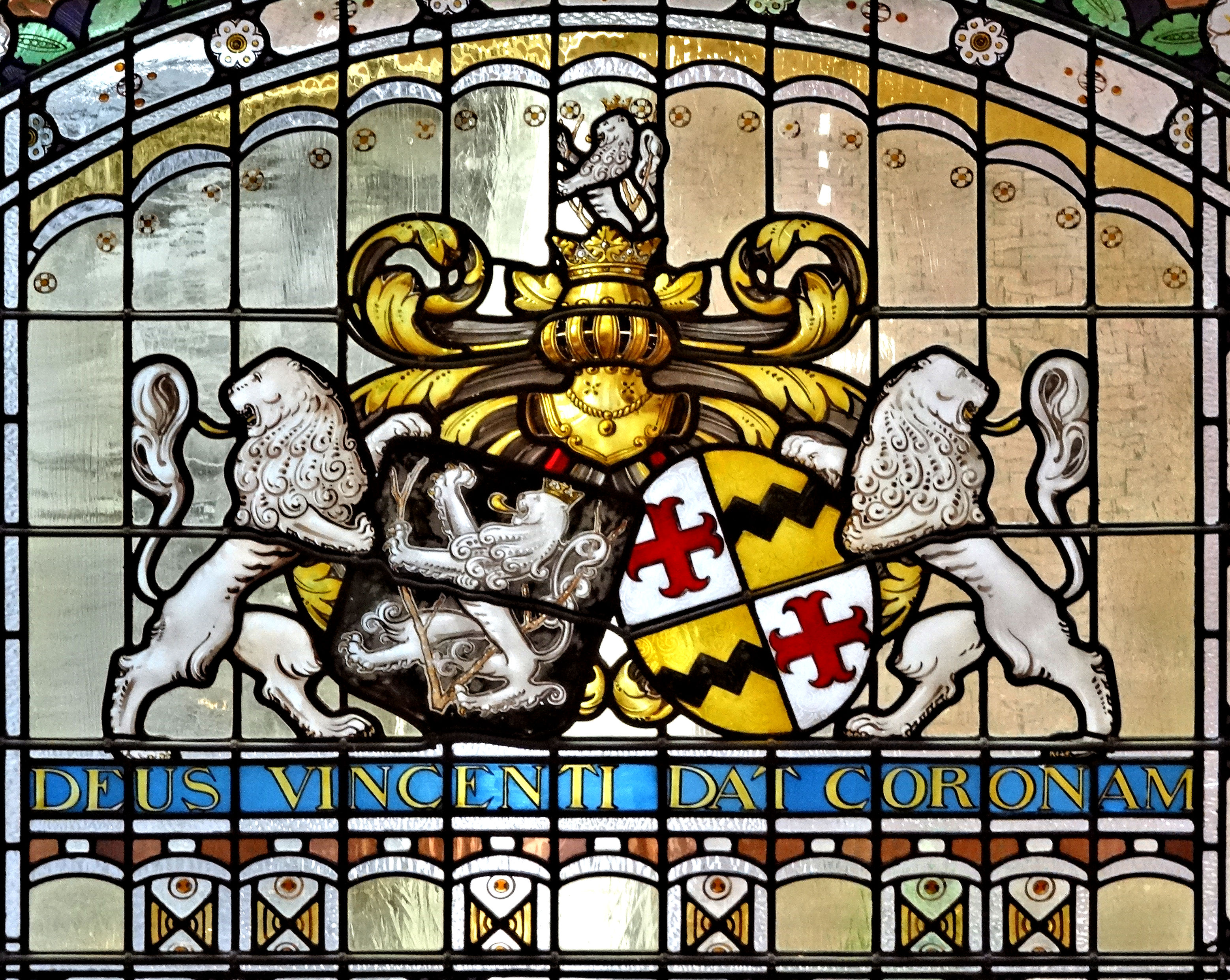
Detail raam in Huize Ebbenerve (1906) in Assen, met o.a. de familiewapens van Hendrik Gerard van Holthe tot Echten en zijn vrouw.